# Тит Вергиний Трикост Рутил
Тит Вергиний Трикост Рутил (лат. Titus Verginius Tricostus Rutilus; умер в 463 году до н. э.) — римский политический деятель из патрицианского рода Вергиниев, консул 479 года до н. э. Согласно Капитолийским фастам, он был сыном Прокула и внуком Опитера. Последний — предположительно Опитер Вергиний Трикост, консул 502 года до н. э. Братьями Тита могли быть Прокул Вергиний Трикост Рутил и Авл Вергиний Трикост Рутил, консулы 486 и 476 годов до н. э. соответственно.
Тит Вергиний был выбран консулом вместе с Кезоном Фабием Вибуланом. По данным Тита Ливия и Дионисия Галикарнасского, он возглавил армию в войне с вейянами, но его опрометчивость привела к поражению. Только вмешательство Фабия спасло римлян от полного разгрома. Антиковеды полагают, что детали этого сюжета — вымысел анналистов.
Тит Вергиний умер в 463 году до н. э. во время эпидемии. В это время он был членом жреческой коллегии авгуров.